# Luis Álvarez de Lugo
Luis Guillermo Álvarez de Lugo Santana (Caracas, 23 de abril de 1923 - Caracas, 24 de enero de 2019) fue un pintor y escultor contemporáneo venezolano.

## Biografía
Luis Álvarez de Lugo nació en Caracas el 23 de abril de 1923. Hijo de Tulio Álvarez de Lugo Isaba y de Olga Santana Müller. Creció junto con sus hermanas y hermanos en Sabana Grande. El padre del artista nació en Caracas en 1891 y fue uno de los pioneros del cine en Venezuela. Se le debe muchas de las imágenes cinematográficas más antiguas que existen en el país. Luis Álvarez de Lugo conoce a Beatriz Azpúrua en 1942, con quien contrajo matrimonio en el año 1945 y tuvo seis hijos. A lo largo de su trayectoria realizó pinturas con gran diversidad de temas, entre ellos motivos históricos, retratos, fauna, flora, paisajes, siendo sus preferidos el cerro El Ávila y las figuras femeninas. 
Luis Álvarez de Lugo también impartió clases de pintura por más de 45 años desde su hogar. 

## Trayectoria

### Infancia
Desde niño, Luis Álvarez de Lugo demostró inquietud por la pintura. En la escuela dibujaba a sus maestros en pizarras y cuadernos. Las primeras orientaciones sobre el dibujo provinieron de su tío Raúl Santana, personaje popular de la vida caraqueña a principios del siglo XX y uno de los fundadores del Círculo de Bellas Artes de Caracas, autor del Museo Criollo Raúl Santana (Palacio Municipal de Caracas).

### Estudios Formales
Los estudios formales de pintura los empieza Álvarez de Lugo en la Escuela de Artes Plásticas de Caracas en 1941 especializándose en figura y retrato. Álvarez de Lugo tuvo entre sus maestros al español Ramón Martín Durbán quien le hace ver que el retrato no es solo la copia de una fisonomía sino que tras la máscara en que juegan los gestos y los rasgos que identifican al personaje hay un alma que debe descubrir y destacar el artista.
En sus primeros tiempos Álvarez de Lugo da al público sus primeros trabajos con temas taurinos demostrando un gran conocimiento de la fiesta brava y en especial de los animales, tema que siempre lo ha apasionado.
En 1950 Álvarez de Lugo se inscribe en Famous Artists School donde trabajan maestros tan renombrados como Ben Stahl, Stephen Dohanos, Austin Briggs y Norman Rockwell. Todos estos artistas llevan naturalmente al pintor hacia la estimación de una pintura que está dentro de la figuración naturalista y de una concepción académica, aunque de gran libertad en la técnica, siempre en un sentido impresionista pero sobre todo con un gran conocimiento y dominio del dibujo.

### Exposiciones

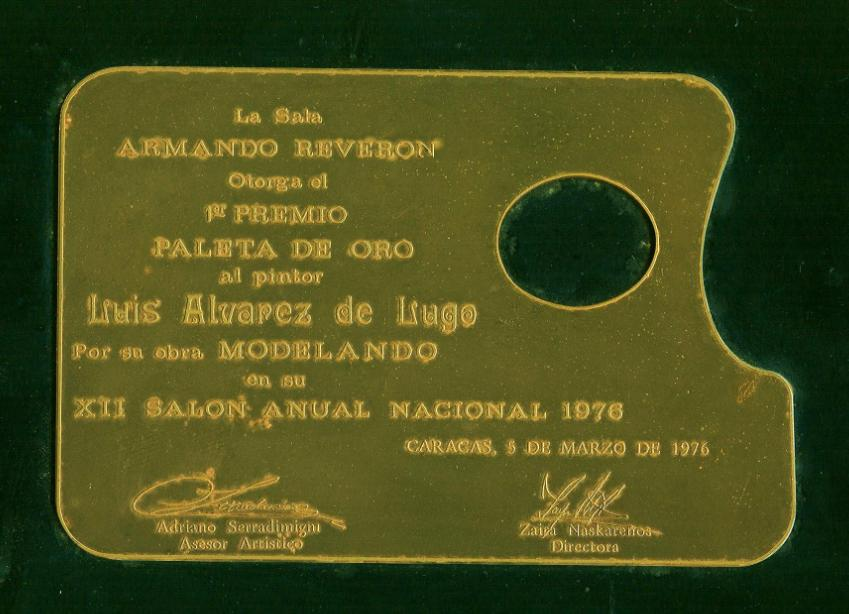
Paleta de Oro Armando Reverón.

En 1964 realiza su primera exposición individual en la Sala Armando Reverón con retratos, figuras femeninas, caballos, y motivos criollos, siendo considerado desde entonces como uno de los mejores cultivadores del realismo figurativo. Después se suceden numerosas exposiciones tanto individuales como colectivas en Venezuela y en el extranjero, y que merecieron importantes opiniones de la crítica especializada. En 1976, la Sala Armando Reverón otorgó a Luis Álvarez de Lugo el premio Paleta de Oro por su obra Modelando en la exposición colectiva XII Salón Anual Nacional 1976. El 23 de julio de 1980, el Consejo de la Orden Diego de Losada de la Municipalidad del Distrito Federal de la República de Venezuela, confirió al artista la Condecoración Orden Diego de Losada en Primera Clase. 

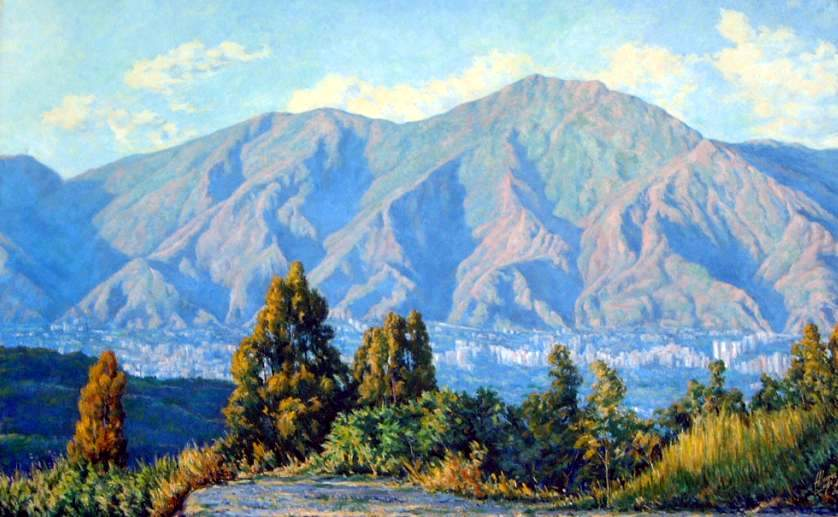
Pintura de El Ávila, 1993

.

### Obras
En 1965 la Academia Nacional de Medicina de Venezuela le pide un retrato del prócer venezolano Simón Bolívar para presidir su salón de sesiones, comenzando así una serie de importantes retratos del Libertador y otros personajes, destacándose la ejecución de otro retrato de Bolívar para el Palacio de Miraflores, varios retratos de los fundadores de la Casa Boulton (Familia Boulton), y un retrato del pintor venezolano Arturo Michelena para el Aeropuerto Internacional Arturo Michelena de la ciudad de Valencia.
El diseño de la estampilla de Venezuela conmemorativa de la llegada del hombre a la Luna en 1969 es un trabajo realizado por el artista Álvarez de Lugo.
En 1983, el gobierno de la República de Venezuela, le encarga una copia del retrato del Libertador realizado por el artista José Gil de Castro, para ser enviada al Parlamento del Reino Unido. En ese mismo año el gobierno venezolano donó al gobierno argentino un retrato del General José de San Martín realizado por Álvarez de Lugo. 
Desde sus primeras exposiciones se destaca como uno de los principales pintores y exponentes del Cerro El Ávila, dedicando su exposición individual del año 1994 exclusivamente a este tema. Se estima que existen al menos un centenar de pinturas del Cerro El Ávila realizadas por Álvarez de Lugo, dispersas alrededor del mundo en colecciones privadas, museos e instituciones públicas.
En octubre de 2011, Luis Álvarez de Lugo realizó una serie de retratos de los Individuos de Número, fundadores de la Academia Nacional de Ciencias Económicas de Venezuela

### Escultura
Apoyándose en el gran conocimiento del dibujo y de la anatomía, en 1980 en la ciudad de Sarasota, Florida, comienza a ejecutar trabajos de escultura vaciados en bronce, destacando la elaboración de figuras de caballos y de polo (deporte).

## Catálogo de obras

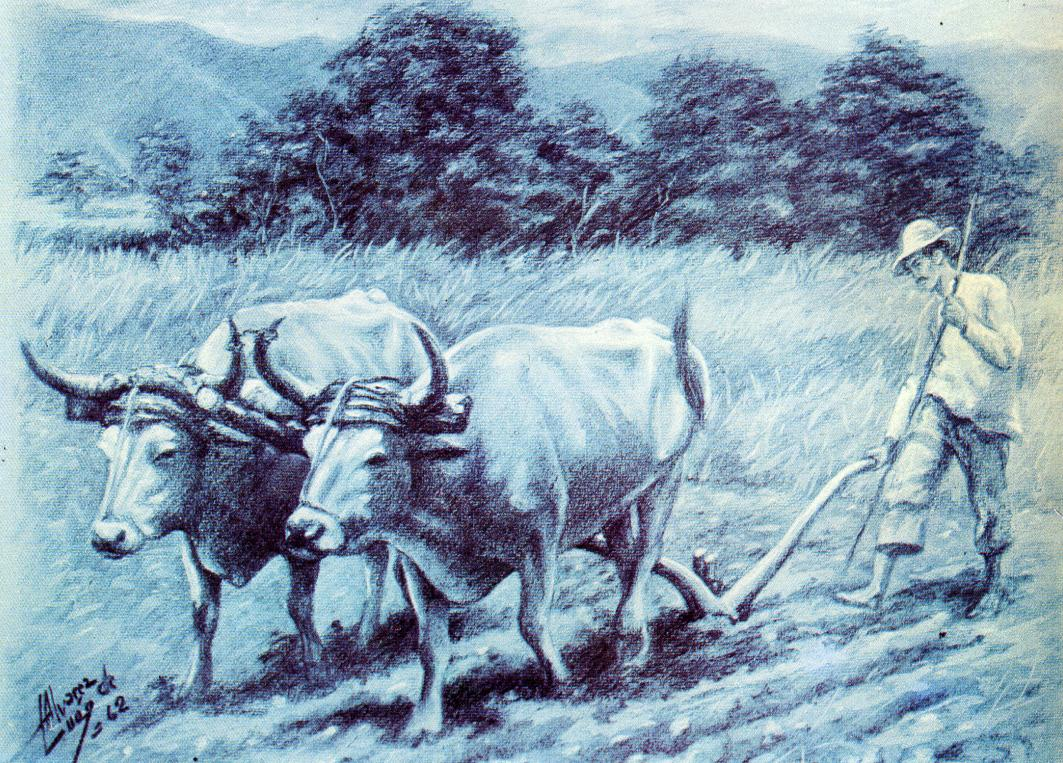
El Arado, 1962

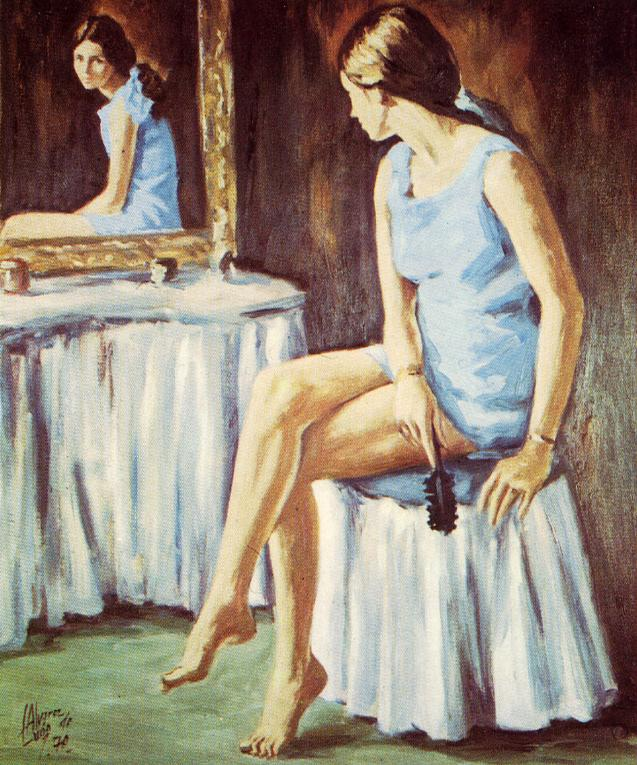
Indecisión, 1970

- Retrato de Simón Bolívar  1964 (Palacio de Miraflores, Caracas)
- Retrato de Simón Bolívar  1964 (Academia Nacional de Medicina, Caracas)
- Retrato de Arturo Michelena  1970 (Aeropuerto Internacional Arturo Michelena, Valencia)
- Diablos Danzantes de Yare 1980
- El Ávila desde Los Naranjos 1994
- Guaraira Repano 1986 (Colección Luis Fernando Álvarez de Lugo)
- El Arado 1962 (Colección Jesús Landaluce Pujol)
- Venta de Flores (Colección don Enrique Eraso)
- Colegiala (Colección Jesús Landaluce Pujol)
- Melancolía (Colección doctor Andrés Sosa Pietri)
- Poema (Colección Luis Eugenio Moraso)
- Campesina (Colección Pablo Ceballos Eraso)
- Lección de Guitarra (Colección Carlos Monagas Vázquez)
- Lectora (Colección Roberto García Gruber)
- Estío (Colección doctor Gustavo Pérez Guerra)
- Modelo 1968 (Colección Alfredo Acero)
- Botones de Oro (Colección Ignacio Salvatierra)
- Primavera 1968 (Colección Raúl Olivo Márquez)
- El Ávila desde el Parque del Este (Colección Juan Azpúrua Marturet)
- Vendedor de Revistas (Colección Armando Travieso Paúl)
- Parada de Coches (Colección Guillermo José Schael)
- Frutero (Colección Jorge Aguilar)
- La Última Cena (Colección del artista)
- Indecisión 1970 (Colección Efraín Ruiz)
- Fantasía 1970
- Llegó el Pescado 1974 (Colección Francisco Ruiz Gallad)
- Intimidad (Colección Wenceslao Acedo Lugo)
- Paddock La Rinconada  -1963- (Colección Marco Antonio Domínguez A.)
  - Modelando* Paleta de Oro, 1976 Sala Armando Reveron (Colección Marco Antonio Dominguez A.)